# Moreno Argentin
Moreno Argentin, född den 17 december 1960 i San Donà di Piave är en italiensk före detta professionell (1981-1994) tävlingscyklist. 
Han blev världsmästare i linjelopp 1986 (dessutom trea 1985 och tvåa 1987), vann Liège-Bastogne-Liège fyra gånger och Vallonska pilen tre gånger. Under karriären vann han tretton etapper i Giro d'Italia och blev trea totalt 1984. I Tour de France vann han två individuella etapper och ett lagtempo. Han har även vunnit Flandern runt, Lombardiet runt, Giro del Trentino och Coppa Sabatini (två gånger). Han blev italiensk mästare i linjelopp två gånger.
Spekulationer har förekommit om doping (EPO) på grund av hans samröre med läkaren Michele Ferrari.
Han är initiativtagare till etapploppet Adriatica Ionica Race (Europe Tour 2.1), vars första upplaga kördes 20-24 juni 2018 i nordöstra Italien. Tanken är att loppet i framtiden skall sträcka sig från Italien till Aten i Grekland.

## Meriter
1980
Vinnare av Giro della Valli Aretine
1981
Giro d'Italia
Vinnare av etapperna 8 och 12
Vinnare av GP Industria & Commercio di Prato
Tvåa i Lombardiet runt
1982
Giro d'Italia
Vinnare etapp 8
Tour de Suisse
Vinnare etapp 3
Vinnare av Giro della Romagna
Vinnare av Trofeo Matteotti
Vinnare av GP Industria & Commercio di Prato
Trea i Milano-Sanremo
1983
Giro d'Italia
Vinnare av etapperna 7 och 21
Tvåa i poängtävlingen
 Italiensk mästare i linjelopp
Tirreno–Adriatico
Vinnare av etapperna 2 och 3
Vinnare av Coppa Sabatini
1984
Giro d'Italia
Vinnare av etapperna 3 och 5
Trea totalt
Trea i bergspristävlingen
Vinnare av Giro del Veneto
1985
Vinnare av Liège–Bastogne–Liège
Tirreno–Adriatico
Vinnare av etapp 1
 Vinnare totalt av Danmark Rundt
Tvåa i Vallonska pilen
Tvåa i Paris-Tours
Trea i VM i linjelopp
1986
Vinnare av Liège–Bastogne–Liège
 Vinnare av VM i linjelopp
Tvåa i Settimana Internazionale Coppi e Bartali
Fyra i Rund um den Henninger Turm
1987
Vinnare av Liège–Bastogne–Liège
Vinnare av Lombardiet runt
Giro d'Italia
Vinnare av etapperna 2, 4 och 7
Tirreno–Adriatico
Vinnare av etapp 2 och 4
Tvåa i VM i linjelopp
Tvåa i Giro dell'Emilia
Sjua i Paris-Tours
Tia i Vallonska pilen
1988
Vinnare av Giro del Veneto
Tvåa i Vallonska pilen
1989
 Vinnare av Italienska mästerskapen i linjelopp
Vinnare av Giro dell'Appennino
1990
Vinnare av Flandern runt
Vinnare av Vallonska pilen
Tour de France
Vinnare av etapp 3
Tour de Suisse
Vinnare av etapp 9
Vinnare av Coppa Sabatini
Fyra i Milano-Sanremo
Sexa i Liège–Bastogne–Liège
1991
Vinnare av Liège–Bastogne–Liège
Vinnare av Vallonska pilen
Tour de France
Vinnare av etapp 15
1992
Tirreno–Adriatico
Vinnare av etapperna 5, 6 och 7
Tvåa i Milano-Sanremo
1993
Giro d'Italia
Vinnare av etapperna 1 och 13
Sexa totalt
Femma i Liège–Bastogne–Liège
1994
Vinnare av Vallonska pilen
Giro del Trentino
 Vinnare totalt
Vinnare av etapp 2
Giro d'Italia
Vinnare av etapp 2

### Placeringar i Monumenten
| Monument             | 1981                        | 1982                        | 1983                        | 1984                        | 1985                        | 1986                        | 1987                        | 1988                        | 1989                        | 1990                        | 1991                        | 1992                        | 1993                        | 1994                        |
| -------------------- | --------------------------- | --------------------------- | --------------------------- | --------------------------- | --------------------------- | --------------------------- | --------------------------- | --------------------------- | --------------------------- | --------------------------- | --------------------------- | --------------------------- | --------------------------- | --------------------------- |
| Milano-Sanremo       | —                           | 3                           | 28                          | 17                          | 26                          | —                           | —                           | —                           | 41                          | 4                           | —                           | 2                           | —                           | —                           |
| Flandern runt        | —                           | —                           | —                           | —                           | —                           | —                           | 15                          | 66                          | —                           | 1                           | 53                          | —                           | 42                          | —                           |
| Paris–Roubaix        | Startade ej under karriären | Startade ej under karriären | Startade ej under karriären | Startade ej under karriären | Startade ej under karriären | Startade ej under karriären | Startade ej under karriären | Startade ej under karriären | Startade ej under karriären | Startade ej under karriären | Startade ej under karriären | Startade ej under karriären | Startade ej under karriären | Startade ej under karriären |
| Liège–Bastogne–Liège | —                           | 39                          | —                           | —                           | 1                           | 1                           | 1                           | 12                          | —                           | 6                           | 1                           | —                           | 5                           | 18                          |
| Lombardiet runt      | 2                           | —                           | 21                          | —                           | 30                          | —                           | 1                           | —                           | —                           | —                           | —                           | —                           | —                           | —                           |